# 司馬力弥
司馬力弥（しば りきや、1882年（明治15年）-1954年（昭和29年）年11月28日）は、長万部のアイヌ首長。

## 人物
アイヌ名はペペンレック、へペンレック。長万部アイヌの第5代首長であった。温和な性格ながら腕力に優れ、部落での相撲や力比べでは敵なしだった。鮭漁期には五尺の丸木舟を家から５km離れた川まで運んだ。舟や網作りも上手だった。羆の穴や通路、和人からの情報などについて記憶力が良く、人々から信頼されていた。絶対的な権力を振るうことができた先代までと異なり、知力と体力で信頼を得ることが必要とされた時代だったが、それに応じて同族をよくまとめた。礼文華や虻田、国縫や八雲のアイヌとも協力し、子弟の教育や和人との融和、就労確保や経済の向上に努めた。子はなく、和人の養子夫婦を迎えた。遺品の大部分は長万部郷土資料館に寄贈された。

## 事績
- 1918年9月1日、父・リキンテら長万部アイヌとともに熊祭りを行った[5]。
- 1919年から始まった長輪線（室蘭本線）の工事に際し、道案内、仮道作り、測量などに大きく貢献した[1]。
- 1931年、アイヌ文化展示施設「エカシケンル」の設立に携わる[6]。
- 1935年8月5日、寿都町で熊送りを執り行う（同年時点では寿都町内にアイヌなし）[7]。
- 1936年、村社の大祭に際し破損が著しかった村道の修理を呼び掛け、神輿の渡御を可能にした[8]。
- 1936年10月25日、岩内町で熊送りを執り行う（同年時点では岩内町内にアイヌなし）[7]。
- 1937年7月4日まで行われた第3回港まつりにおいて、函館公園と新川町税務署構内にて熊送りを執り行う[8]。
- 1939年1月29日、長万部村川向でエカシケンル保存会主催の熊送りを執り行う[8]。
- 1943年12月8日、飯生神社で戦勝祈願のカムイノミを行う[9]。
- 1949年5月11日、函館さくら祭に招かれ、函館市民グラウンドで熊祭の祭儀を行う。当日は霊魂を昇天させるところまでで打ち切られ、アイヌらは熊の頭部を持ち帰って翌日に旭浜で残りの祭儀を行った。長万部町のアイヌが行った熊送りはこれが最後という[3]。
- 1950年4月17日、NHK函館放送局にて、野地アキ、司馬フユとともにアイヌ歌謡を録音する[3]。

## 親族
- 曾祖父 - モナシリ：国縫の乙名。沙流にも並ぶもののいない偉い人だったという[10]。
- 祖父 - チャンレキ：長万部アイヌ首長[10]。
- 父 - リキンテ（リキンデ[11]、司馬力八）（1848年（嘉永元年）12月16日 - 1925年（大正14年）6月14日[12]）：長万部アイヌの第4代首長[1]。山越郡長万部村川向生まれ、当地に住んだ[12]。番屋の飯炊を6年間務めたことがあり、会所からは正直の廉で度々賞された[10]。
- 母 - シニサツ[3]（司馬サリ[12]）：『長万部民報』に江戸期の南部陣屋について語った[3]。
- 妻 - 司馬ハル（1882年（明治15年）3月9日 - ）：山越郡長万部村生まれ、同村旭浜に住んだ[12]。和人の子だったが、幼いときに司馬家の養子となる[4]。父・度助は長万部アイヌ第3代首長[1]。
- 弟 - 司馬力作（1893年（明治26年）11月12日 - 1953年（昭和28年）2月17日）：リキンテとサリの四男。長万部村旭浜生まれ、当地に住んだ[12]。吉田巌の教え子であった[13]。
- 従弟 - シアンレㇰ（江賀寅三）：長万部村紋別生まれ。キリスト教伝道師、北海道アイヌ協会設立時の理事[11]。
- 養子 - 司馬菊正（1924年（大正13年）[14]-）：和人。旧姓は五十嵐。町会議員を務める[4]。子の名前は全て力弥が付けた[2]。
- 孫 - 司馬哲也：長万部アイヌ協会会長[5]。